# Allonema
Allonema är ett släkte av svampar. Allonema ingår i divisionen sporsäcksvampar och riket svampar.